# Lê Thị Tuyết
Lê Thị Tuyết (sinh năm 2004) là một vận động viên điền kinh người Việt Nam. Lê Thị Tuyết đã đoạt chức vô địch quốc gia marathon năm 2023 và huy chương bạc Sea Games 32 nội dung chạy marathon.

## Thành tích nổi bật

### Ở Sea Games
Năm 2023, Lê Thị Tuyết được chọn vào đội tuyển điền kinh quốc gia thi đấu Sea Games 32 ở Campuchia. Trong lần đầu tiên tham dự Sea Games cô đã đoạt được tấm huy chương bạc nội dung marathon.

### Ở cấp độ quốc gia
Ở các giải đấu cấp quốc gia thì Lê Thị Tuyết thi đấu cho đoàn thể thao Phú Yên. Cô bắt đầu nhận được sự chú ý của giới chuyên môn nhờ thành tích huy chương vàng nội dung marathon ở Đại hội thể thao toàn quốc 2022.
Lê Thị Tuyết duy trì đà tiến bộ sang năm 2023, đã đoạt chức vô địch nội dung marathon ở giải vô địch quốc gia marathon báo Tiền Phong. Đến cuối năm, ở giải vô địch điền kinh quốc gia, Lê Thị Tuyết đã giành được huy chương vàng nội dung 10.000m.
Bên cạnh đó thì Lê Thị Tuyết cũng tham gia nhiều giải đua marathon lớn ở Việt Nam. Ở giải Marathon Di sản Hà Nội, Lê Thị Tuyết đã về nhất với thời gian 2 giờ 44 phút 36,5 giây, thông số trên đã vượt kỉ lục quốc gia tồn tại từ năm 2016 tới nay. Nhưng do đường chạy của giải này chưa đạt chuẩn AIMS nên Lê Thị Tuyết không được công nhận kỷ lục quốc gia.